# Дрекслер, Иоганн Баптист
Иоганн Баптист Дрекслер (28 января 1756, Вена — 28 апреля 1811, Вена) — австрийский художник-флорист.

## Биография
Иоганн Баптист Дрекслер родился в Вене в 1756 году, в семье художника по фарфору. 
С 1772 по 1782 год работал на венской фарфоровой мануфактуре. В 1787 году стал профессором в венской Академии изобразительных искусств, где его учениками были Франц Ксавер Петтер и Йозеф Нигг.
На стиль Дрекслера повлиял нидерландский художник Ян ван Хёйсум (1682—1749).
Некоторые работы художника хранятся в Эрмитаже и Музее истории искусств.